# سیارک ۱۹۰۰۵۷
سیارک ۱۹۰۰۵۷ (به انگلیسی: 190057 Nakagawa، نامگذاری:2004RR252) صد و نود هزار و پنجاه و هفتمین سیارک کشف شده‌است که در ۱۴ سپتامبر ۲۰۰۴ کشف شد.